# Josip Reisner
Josip (Jožef) Reisner, šolnik in politik, * 18. marec 1875, Ljubljana, † 16. januar 1955, Ljubljana.

## Življenje
Josip (Jožef) Reisner je ljudsko šolo in nižjo gimnazijo obiskoval v Novem mestu. V Ljubljani, kjer je obiskoval višjo šolo, je leta 1894 maturiral. Na Filozofski fakulteti na Dunaju je leta 1899 doštudiral fiziko. Med študijem je odslužil vojaško leto. Bil je suplent na gimnazijah v Celju in v osmem dunajskem okraju. Leta 1903 je opravil profesorski izpit in v šolskem letu 1904/1905 poučeval na realki v Idriji, od 1905 do 1908 pa na gimnaziji v Novem mestu. V letih 1908 in 1909 se je posvetil pisanju učbenika Fizika. Od leta 1909 do 1921 je služboval na prvi državni klasični gimnaziji v Ljubljani, v času 1. svetovne vojne je bil vpoklican v vojsko. V letih od 1921 do 1923 je bil narodni poslanec, od leta 1924 do upokojitve leta 1938 pa direktor Tehniške srednje  šole v Ljubljani. Fiziko je predaval tudi na Tehniški fakulteti Univerze Ljubljana.

## Delo

### Šolstvo
Ima zasluge za slovenski pouk na srednji šoli. Na Dunaju je objavil razpravo Ermittlung einiger bestimmter Integrale aus der Definitionsformel. Napisal je slovenski učbenik fizike za višje razrede srednjih šol (1913). V drugo, izpopolnjeno in dopolnjeno izdajo (1921) je dodal razdelek Osnovni nauki astronomije (Kozmografija), ki je izšel tudi kot separat. V njem na 53 straneh obravnava temeljne astronomske pojme. Simon Dolar je v Ljubljanskem zvonu zelo pohvalil astronomsko vsebino v učbeniku. V učbeniku je podan Newtonov gravitacijski zakon, s katerim sta leta 1846 Le Verrier in Adams z računom natanko dognala mesto, na katerem je potem astronom Galle z daljnogledom našel Neptun. Učbenik je bil neposreden in odličen predhodnik kompletnemu učbeniku
astronomije za srednje šole, ki ga je leta 1934 napisal Lavo Čermelj. Napisal je tudi Kemijo za sedmi gimnazijski razred(1912) in Matematične priročnike (6 zvezkov, 1950—1953; Knjižnica za vzgojo strokovnih kadrov). Imel je številna predavanja iz fizike in kemije v Idriji, Novem mestu, Ljubljani, Kranju in večerne izobraževalne tečaje za vajence Narodnosocialne organizacije in za železničarje-strojevodje. Za spominsko knjigo ob 50-letnici zavoda (1938) je spisal Zgodovino državne tehniške srednje šole v Ljubljani. Kot predstavnik strokovnih šol je sestavil in v poslanskem odboru Narodne skupščine zagovarjal Zakon o tehniških srednjih in obrtnih šolah in Zakon o ženskih obrtnih šolah.

### Politika
Kot politik in član narodno-napredne stranke je bil Reisner v letih 1911–1918 občinski svetnik in deželni poslanec mesta Ljubljane,
član Višjega šolskega sveta in nekaterih drugih ustanov, v letih 1921–1924 pa narodni
poslanec za mesto Ljubljana in glavni referent za pragmatična in socialna vprašanja
civilnih uslužbencev in upokojencev. Organiziral je stanovska uradniška društva, bil
predsednik Zveze, Konsumnega društva, Kreditne zadruge državnih uslužbencev in
upokojencev.